# Граунд-эффект
Граунд-эффект (англ. ground effect — эффект близости поверхности, эффект земли) — влияние близости подстилающей поверхности на аэродинамические характеристики движущегося над ней тела. В автоспорте под этим понимают создание области низкого давления между днищем автомобиля и поверхностью трассы с целью обеспечения дополнительной прижимной силы.

## Предпосылки
В 1960-е годы создатели гоночных автомобилей стали обращать внимание на роль аэродинамики при движении автомобиля по трассе. Использование аэродинамических сил для прижима шин автомобиля к поверхности трассы позволяло проходить повороты на более высокой скорости. Наиболее очевидным решением было применение антикрыльев и спойлеров, использующих для создания прижимной силы поток воздуха, проходящий над корпусом автомобиля. Однако, это решение имеет существенный недостаток: используемые для обеспечения прижимной силы поверхности создают дополнительное лобовое сопротивление, снижающее скорость автомобиля при движении по прямой. Конструкторы пытались исправить этот недостаток путём управления углом атаки антикрыльев, но вскоре подвижные аэродинамические элементы в конструкции гоночных автомобилей были запрещены Международной автомобильной федерацией (FIA).
Другой возможностью создания прижимной силы являлось использование воздушного пространства под днищем автомобиля. Если обеспечить ускорение проходящего этим путём воздуха, то вследствие эффекта Вентури под автомобилем возникает область пониженного давления, создающая дополнительную прижимную силу. Ещё одним способом снизить давление воздуха под автомобилем является активное откачивание его из этой зоны с помощью вентилятора.

## Достоинства и недостатки

### Достоинства
- Создание существенной прижимной силы практически без увеличения лобового сопротивления автомобиля.
- При создании разрежения под автомобилем с помощью вентилятора, прижимная сила не зависит от скорости движения, что даёт дополнительное преимущество при прохождении поворотов.

### Недостатки
- Граунд-эффект весьма чувствителен к зазору между днищем автомобиля и поверхностью трассы. Чтобы обеспечить постоянство зазора, приходится применять предельно жёсткую подвеску, что снижает комфорт водителя.
- При подскоке автомобиля на любой неровности трассы происходит потеря прижимной силы и, как следствие, управляемости. Это может привести к аварии с тяжёлыми последствиями.
- При создании разрежения под автомобилем с помощью вентилятора, он затягивает пыль и мусор с поверхности трассы и отбрасывает их назад, что представляет опасность для преследующих автомобиль соперников.

## История применения

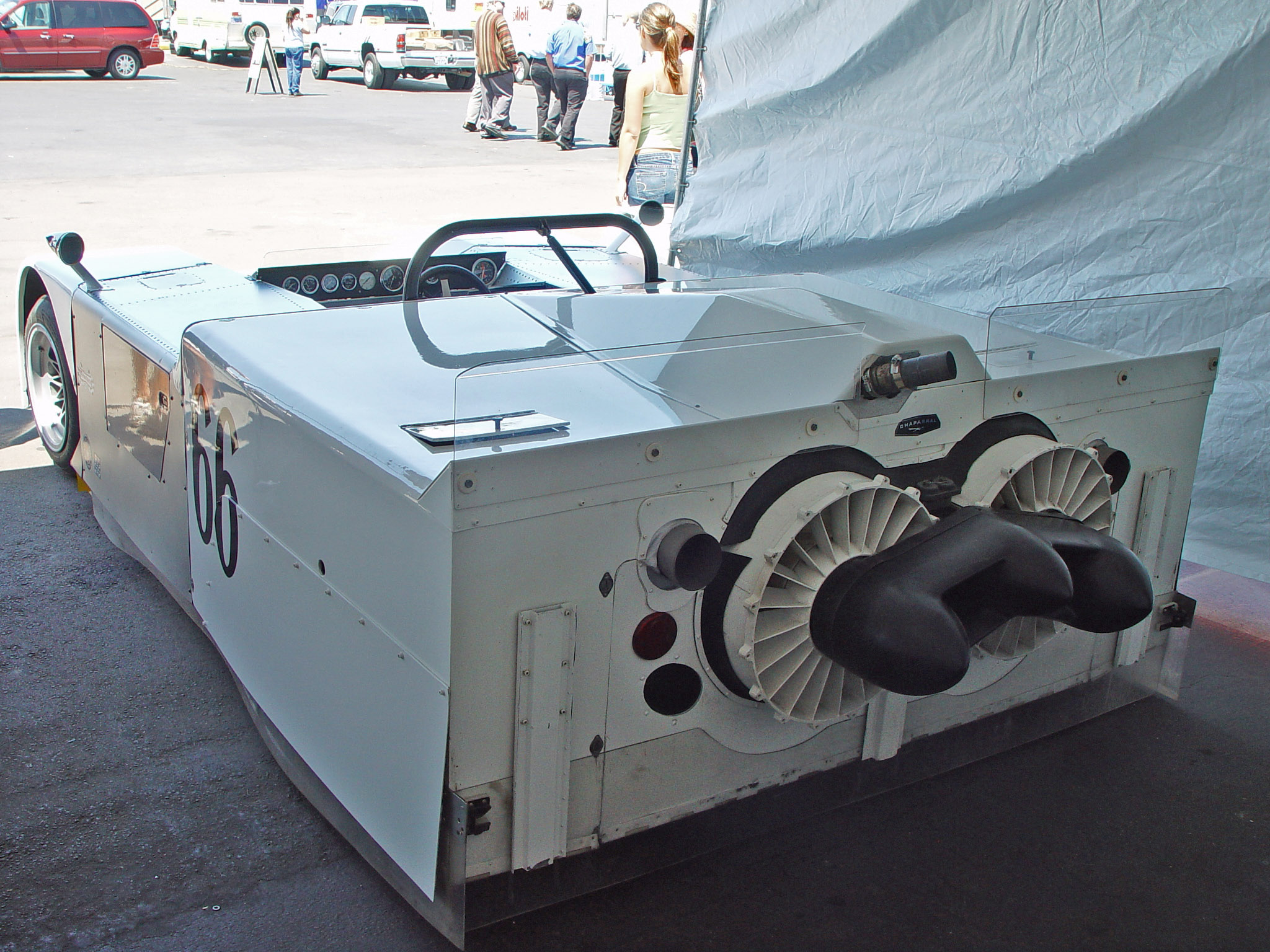
Chaparral 2J, вид сзади. На левом борту видна «юбка» из поликарбоната, изолирующая воздушное пространство под автомобилем

Первым конструктором гоночных автомобилей, пытавшимся использовать граунд-эффект, был Джим Холл. В 1961 году он применил на своём автомобиле Chaparral специальный профиль днища, но не добился успеха, а в 1970 создал модификацию Chaparral 2J, в которой граунд-эффект создавался парой откачивающих воздух вентиляторов с приводом от отдельного двигателя. В этой модели впервые была применена «юбка», прикрывающая с боков зазор между автомобилем и поверхностью трассы. Автомобиль принял участие в гонках Can-Am и показал лучший результат в квалификации, но не добился побед из-за технических неполадок. По окончании сезона Chaparral 2J был запрещён Американским клубом спортивных автомобилей из-за жалоб соперников на вылетающие из вентиляторов камни и нарушение правил FIA, запрещающих подвижные аэродинамические устройства.

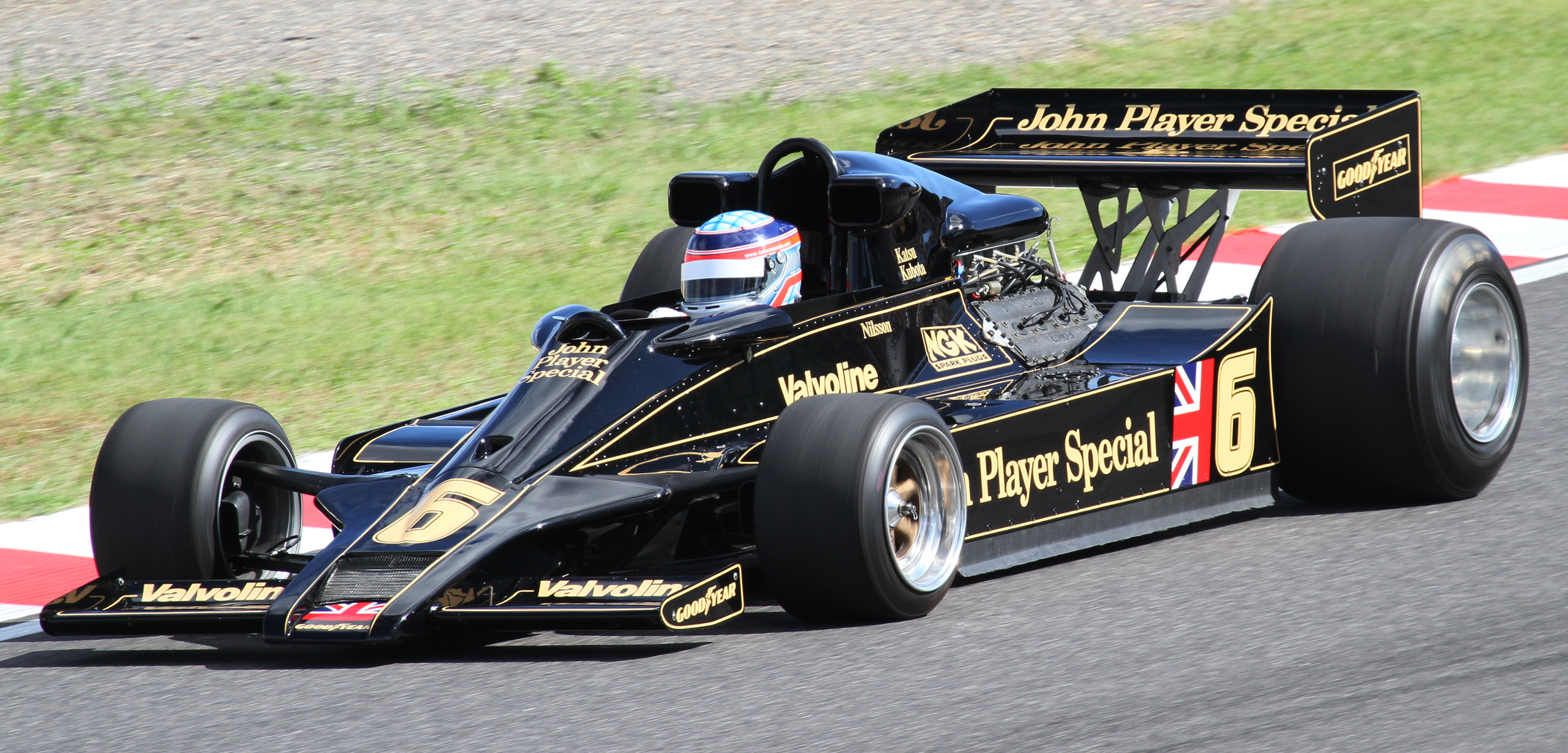
Такума Сато демонстрирует Lotus 78 (2010 год)

Следующим примером эффективного использования граунд-эффекта стал автомобиль Lotus-78, созданный под руководством Колина Чепмена для участия в гонках Формулы-1 в 1977 году. В конструкции автомобиля использовался специальный профиль днища, подобный перевёрнутому крылу самолёта, для ускорения потока воздуха и эластичные «юбки» по бокам, изолирующие воздушное пространство под автомобилем. Автомобиль оказался удачным и выиграл пять заездов в 1977 году и ещё два в 1978 году, после чего был заменён усовершенствованной моделью Lotus-79, также использовавшей граунд-эффект.

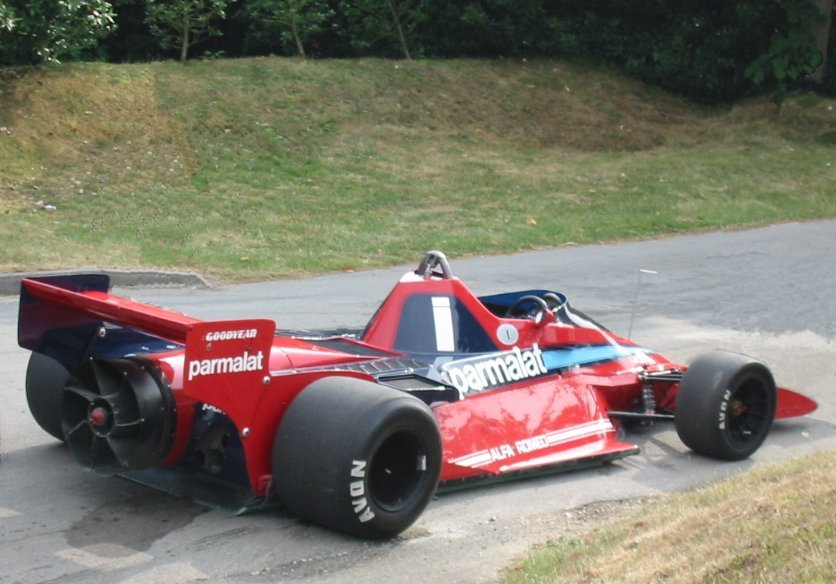
Brabham BT46B, «автомобиль-пылесос»

В 1978 году использовать вентилятор для создания граунд-эффекта попытался Гордон Мюррей, конструктор команды Брэбем, в модели Brabham BT46В. Он пошёл на хитрость и объявил вентилятор элементом системы охлаждения двигателя. Автомобиль победил в первой же гонке, но был снят с дальнейших соревнований из-за жалоб соперников, повторив судьбу Chaparral 2J. В результате Lotus-79 оказался вне конкуренции и принёс команде Лотус победу в сезоне.
Уже в следующем 1979 году граунд-эффект стали использовать и другие команды Формулы-1. На несколько лет он стал фактором, определяющим внешний вид и характеристики автомобилей Формулы-1. Но к достоинствам граунд-эффекта прилагались и его недостатки. Эффективность прижима зависела от стабильности зазора между днищем автомобиля и поверхностью трассы. Неидеальная аэродинамика приводила к продольным колебаниям автомобиля в движении — он качался с носа на корму и обратно. С этими проблемами боролись путём использования предельно жёсткой подвески, из-за чего пилоты гоночных автомобилей испытывали сильную тряску. Повышение скорости прохождения поворотов привело к увеличению поперечных перегрузок, которые начали превышать выносливость пилотов, вызывая кратковременные потери сознания. Подскок автомобиля на любой неровности или касание трассы днищем приводили к внезапному исчезновению прижимной силы и потере управления автомобилем.

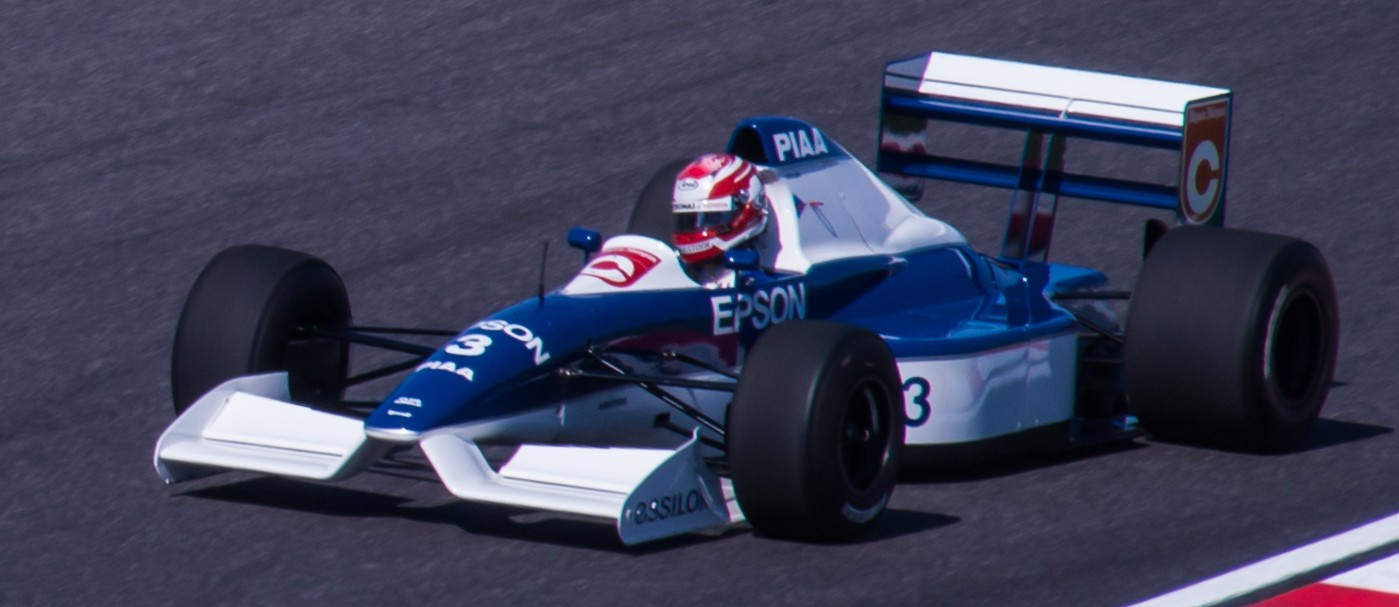
Tyrrell 019 — первый автомобиль Формулы-1, получивший приподнятый «ангедральный нос»

Эти факторы вели к повышению аварийности, в результате чего FIA были предприняты изменения в правилах, ограничивающие использование граунд-эффекта: в 1981 году были запрещены эластичные «юбки» и установлен минимальный дорожный просвет 60 мм. А с 1983 года правила предписывают гоночным автомобилям иметь плоское днище от передней до задней оси. Несмотря на эти ограничения, граунд-эффект продолжает использоваться для создания дополнительной прижимной силы наряду с антикрыльями и спойлерами. Для ускорения проходящего под автомобилем воздушного потока используются приподнятая носовая часть автомобиля и расположенный позади задней оси диффузор.

## Перспективы
Широкое распространение различных аэродинамических элементов на современных гоночных автомобилях приводит к образованию значительных воздушных завихрений позади автомобиля. Это затрудняет их преследование и обгон соперниками, что снижает зрелищность автогонок. Граунд-эффект, безразличный к таким возмущениям, может уменьшить нужду в большом числе антикрыльев, открылков и спойлеров и улучшить ситуацию со зрелищностью. В 2015 году активно обсуждался вопрос более интенсивного использования граунд-эффекта в техническом регламенте Формулы-1 на 2017 год. В серии Индикар решено вновь прибегнуть к широкому использованию граунд-эффекта с 2018 года.